# 陸軍後方支援司令部 (フランス陸軍)
陸軍後方支援司令部（りくぐんこうほうしえんしれいぶ、フランス語：Commandement de la force logistique terrestre：CFLT）は、フランス陸軍の機関のひとつ。

## 沿革
- 1944年7月：第901基地業務隊が創設される。
- 1972年：後方支援作戦司令部が創設される。
- 1998年7月1日：陸軍後方支援司令部が創設される。
- 2009年：解隊される。

## 任務
陸軍参謀総長直轄機関として、1998年に第901基地業務隊と後方支援作戦司令部が合併される。陸軍後方支援司令部はフランス陸軍全体、特に陸軍作戦司令部隷下部隊に対する需品補給、輸送調整及び衛生活動を永続的に扱う管理司令部としての機能が求められており、北大西洋条約機構加盟国軍や他の旧植民地諸国軍に対する後方支援業務も限定的であるがこれを担う。

## 部隊
- 第1後方支援旅団
- 第2後方支援旅団